# Санний спорт на Зимових Олімпійських іграх 2010 — двомісні сани
Змагання з санного спорту серед чоловічих двійок на зимових Олімпійських іграх 2010 року в Ванкувері проводилися в (Whistler Sliding Centre) у Вістлері, Британська Колумбія 17 лютого 2010 року.

## Передолімпійські результати
| Заміри    | Дата           | Атлет                                  | Результат-час |
| --------- | -------------- | -------------------------------------- | ------------- |
| На старті | 20 Лютого 2009 | Тобіас Вендл\Тобіас Арльт Німеччина    | 7.054         |
| Фініш     | 20 Лютого 2009 | Патрік Ляйтнер\Олександр Реш Німеччина | 48.608        |

## Учасники змагань
- Космін Четрою і Йонут Таран (Cosmin Chetroiu & Ionut Taran)  Румунія
- Андре Флоршютц і Торстен Вустліх (André Florschütz & Torsten Wustlich)  Німеччина
- Марк Грімметт і Браян Мартін (Mark Grimmette & Brian Martin)  США
- Оскарс Гудрамовічус і Петеріс Калніньш (Oskars Gudramovics & Peteris Kalnins)  Латвія
- Ян Гарніш і Браніслав Реґец (Jan Harnis & Branislav Regec)  Словаччина
- Пауль Іфрім і Андрей Ангел (Paul Ifrim & Andrei Anghel)  Румунія
- Андрій Кісь і Юрій Гайдук (Andriy Kis & Yuriy Hayduk)  Україна
- Михайло Кузьміч і Станіслав Міхєєв (Mikhail Kuzmich & Stanislav Mikheev)  Росія
- Любош Йіра і Матей Квічала (Luboš Jíra & Matěj Kvíčala)  Чехія
- Патрік Ляйтнер і Олександр Реш (Patric Leitner & Alexander Resch)  Німеччина
- Андреас Лінгер і Вольфґанґ Лінгер (Andreas Linger & Wolfgang Linger)  Австрія
- Кріс Моффат і Майк Моффат (Chris Moffat & Mike Moffat)  Канада
- Крістіан Ніккам і Ден Джойї (Christian Niccum & Dan Joye)  США
- Патрик Ґрубер і Крістіан Оберштольц (Christian Oberstolz & Patrick Gruber)  Італія
- Освальд Газельрідер і Герхард Планкенштайнер (Gerhard Plankensteiner & Oswald Haselrieder)  Італія
- Андріс Шіцс і Юріс Шіцс (Andris Sics & Juris Sics)  Латвія
- Маркус Шеґль і Тобіас Шеґль (Tobias Schiegl & Markus Schiegl)  Австрія
- Тарас Сеньків і Роман Захарків (Taras Senkiv & Roman Zaharkiv)  Україна
- Трістан Вокер і Джастін Сніт (Tristan Walker & Justin Snith)  Канада
- Владислав Южаков і Володимир Махнутін (Vladislav Yuzhakov & Vladimir Makhnutin)  Росія

## Медалісти
| Дисципліна       | Золото                            | Срібло                  | Бронза                         |
| Чоловіки, двійки | Андреас Лінгер / Вольфганг Лінгер | Андріс Шіцс / Юріс Шіцс | Олександр Реш / Патрік Ляйтнер |